# Happiness Is a Warm Gun
«Happiness Is a Warm Gun» («La Felicidad es un Arma Tibia») es una canción de la banda británica de rock The Beatles de su álbum doble conocido como The White Album. Es una composición de John Lennon (acreditada Lennon/McCartney). El título original de la canción era «Happiness is a Warm Gun in Your Hand», frase que Lennon leyó en una revista.
Es una de las canciones más elogiadas de John Lennon, por su particular estructura musical.

## Origen
De acuerdo con John Lennon, leyó en una revista de armas que George Martin le mostró. "Él me mostró la portada de una revista que decía "La felicidad es un arma tibia en tu mano". Pensé que era una cosa loca y fantástica para decir. Una pistola caliente significa que le acabas de disparar a algo." dijo Lennon en una entrevista.

## Descripción
John declaró que la canción era una «clase de historia de rock and roll». Tiene cinco secciones diferentes, aunque dura menos de tres minutos. La canción empieza con una breve sección acústica (She's not a girl who misses much...). Los tambores, bajo y guitarra distorsionada aparecen gradualmente en esta parte de la canción. Después de esto, el tema cambia e incluye un fragmento de una canción en la que Lennon trabajaba llamada «I Need a Fix».
Esta sección da paso a la siguiente, el coro de Mother Superior jumped the gun.
La sección final sigue las pautas del doo wop de los años 50, con los coros Bang bang, shoot shoot.
Las múltiples secciones de la canción sirvieron de inspiración a Radiohead para la tercera parte de su tema «Paranoid Android», incluido en el álbum OK Computer.
Una de las características musicales más peculiares de la canción es el cambio frecuente de ritmo. Empieza en 4/4 en tiempo doble, luego la canción cambia a 3/4 en tiempo triple para el solo de guitarra y la sección de I need a fix.... Esto da paso a compases alternos en 9/8 y 10/8 en Mother Superior..., para regresar por último al 4/4 para la sección final en estilo doo wop. Durante la sección en que Lennon habla, los instrumentos continúan en 4/4, salvo una guitarra eléctrica, que realiza un solo en 3/4. Este es uno de los pocos ejemplos de polimetría en las canciones de The Beatles.
En una de las grabaciones se añadió una tuba, la cual no estuvo acreditada y fue eliminada de la mezcla final.

## Créditos
- John Lennon - voz principal doblada a dos pistas, coros, guitarra rítmica (Epiphone Casino), órgano (Hammond RT-3).
- Paul McCartney - bajo (Rickenbacker 4001s), piano (Hamburg Steinway Baby Grand), coros.
- George Harrison - guitarra líder (Fender Stratocaster "Rocky"), coros.
- Ringo Starr - batería (Ludwig Super Classic), pandereta.

## Otras versiones
- Tori Amos, en el álbum Strange Little Girls.
- Gilby Clarke, en el álbum The Hangover.
- The Breeders, en el álbum Pod.
- World Party, en el álbumThank You World.
- Jacob Fred Jazz Odyssey, en el álbum The Sameness of Difference.
- Anders Osborne, en el álbum The Blues White Album.
- Phish, en el álbum Live Phish Volume 13.
- Marc Ribot, en el álbum Saints.
- U2, en el sencillo «Last Night On Earth».
- Sexy Sadie, en el álbum Dream Covers.
- Joe Anderson con Salma Hayek, para la banda sonora de la película Across the Universe.
- Mother Superior, en el álbum Grande.